# Europejskie Igrzyska Halowe w Lekkoatletyce 1969 – sztafeta 1+2+3+4 okrążenia mężczyzn
Sztafeta szwedzka 1+2+3+4 okrążenia mężczyzn – jedna z konkurencji biegowych rozgrywanych podczas lekkoatletycznych europejskich igrzysk halowych w hali Palac Lodowy w Belgradzie. Rozegrano od razu bieg finałowy 9 marca 1969. Długość jednego okrążenia wynosiła 195 metrów. Zwyciężyła reprezentacja Polski. Tytułu z poprzednich igrzysk nie broniła sztafeta Związku Radzieckiego. Sztafetę na tym dystansie rozegrano po raz ostatni. Na halowych mistrzostwach Europy w 1970 rywalizowano w sztafecie szwedzkiej 2+3+4+5 okrążeń.

## Rezultaty

### Finał
Rozegrano od razu bieg finałowy, w którym wzięły udział 2 sztafety. Sztafeta Jugosławii nie ukończyła biegu, więc przyznano tylko jeden medal

Opracowano na podstawie materiału źródłowego.
| Miejsce | Reprezentacja | Zawodnicy                                                              | Czas   |
| ------- | ------------- | ---------------------------------------------------------------------- | ------ |
| 1       | Polska        | Edward Romanowski, Andrzej Badeński, Henryk Szordykowski, Jan Radomski | 4:16,4 |
| 2       | Jugosławia    |                                                                        | DNF    |